# Magritte du meilleur film étranger en coproduction
Le Magritte du meilleur film étranger en coproduction est une récompense décernée depuis 2012 par l'Académie André Delvaux, laquelle décerne également tous les autres Magritte du cinéma. Il récompense le meilleur film étranger avec une coproduction minoritaire de la Belgique francophone.

## Critères d'admission
D'après l'article 11, C) du règlement des Magritte, sont admis à concourir pour le Magritte du Meilleur film étranger en coproduction, les films de long métrage, qu’il s’agisse de fiction ou d’animation, ne remplissant pas les conditions pour concourir au Magritte du meilleur film et au Magritte du meilleur film flamand, mais ayant néanmoins obtenu une reconnaissance de nationalité belge délivrée par le CCA. Ils doivent être sortis en salle entre le 16 octobre de la deuxième année précédant la cérémonie et le 15 octobre de l'année précédant la cérémonie, et avoir fait l’objet d’une exploitation commerciale pendant au moins une semaine à raison d’au minimum une séance quotidienne dans au moins une salle de cinéma située en Belgique. En dérogation à cette exigence d'une séance quotidienne minimum, le Conseil d'Administration de l'ASBL peut rendre éligible des films ayant fait l'objet d'une exploitation commerciale en Belgique dans la période d'éligibilité fixée, à condition qu'un minimum de 7 séances ait bien été atteint.
L'article 17 précise que le Magritte du meilleur film étranger en coproduction est remis au(x) producteur(s) appartenant à la Fédération Wallonie-Bruxelles.

## Palmarès

### Années 2010
| Année | Film                                      | Titre original                            | Réalisateur(s)                | Pays de coproduction                   |
| ----- | ----------------------------------------- | ----------------------------------------- | ----------------------------- | -------------------------------------- |
| 2012  | Les Émotifs anonymes                      | Les Émotifs anonymes                      | Jean-Pierre Améris            | France                                 |
| 2012  | Un homme qui crie                         | Un homme qui crie                         | Mahamat Saleh Haroun          | Tchad/ France                          |
| 2012  | Potiche                                   | Potiche                                   | François Ozon                 | France                                 |
| 2012  | Route Irish                               | Route Irish                               | Ken Loach                     | Royaume-Uni/ France/ Espagne/ Italie   |
| 2013  | L'Exercice de l'État                      | L'Exercice de l'État                      | Pierre Schoeller              | France                                 |
| 2013  | De rouille et d'os                        | De rouille et d'os                        | Jacques Audiard               | France                                 |
| 2013  | La Part des anges                         | The Angels' Share                         | Ken Loach                     | Royaume-Uni/ France/ Italie            |
| 2013  | Le Cochon de Gaza                         | When Pigs Have Wings                      | Sylvain Estibal               | Allemagne/ France                      |
| 2014  | La Vie d'Adèle                            | La Vie d'Adèle                            | Abdellatif Kechiche           | France/ Espagne                        |
| 2014  | La Religieuse                             | La Religieuse                             | Guillaume Nicloux             | France/ Allemagne                      |
| 2014  | Les Chevaux de Dieu                       | يا خيل الله                               | Nabil Ayouch                  | Maroc/ France                          |
| 2014  | Populaire                                 | Populaire                                 | Régis Roinsard                | France                                 |
| 2015  | Minuscule : La Vallée des fourmis perdues | Minuscule : La Vallée des fourmis perdues | Hélène Giraud et Thomas Szabo | France                                 |
| 2015  | Je fais le mort                           | Je fais le mort                           | Jean-Paul Salomé              | France                                 |
| 2015  | Une promesse                              | A Promise                                 | Patrice Leconte               | France                                 |
| 2015  | Violette                                  | Violette                                  | Martin Provost                | France                                 |
| 2016  | La Famille Bélier                         | La Famille Bélier                         | Éric Lartigau                 | France                                 |
| 2016  | Le Chant de la mer                        | Song of the Sea                           | Tomm Moore                    | Danemark/ France/ Irlande/ Luxembourg  |
| 2016  | Marguerite                                | Marguerite                                | Xavier Giannoli               | France/ République tchèque             |
| 2016  | Ni le ciel ni la terre                    | Ni le ciel ni la terre                    | Clément Cogitore              | France                                 |
| 2017  | La Tortue rouge                           | レッドタートル ある島の物語               | Michael Dudok de Wit          | France/ Japon                          |
| 2017  | À peine j'ouvre les yeux                  | À peine j'ouvre les yeux                  | Leyla Bouzid                  | France/ Tunisie                        |
| 2017  | Éternité                                  | Éternité                                  | Trần Anh Hùng                 | France                                 |
| 2017  | Les Cowboys                               | Les Cowboys                               | Thomas Bidegain               | France                                 |
| 2018  | Grave                                     | Grave                                     | Julia Ducournau               | France                                 |
| 2018  | Baccalauréat                              | Baccalauréat                              | Cristian Mungiu               | Roumanie/ France                       |
| 2018  | Faute d'amour                             | Нелюбовь                                  | Andreï Zviaguintsev           | Russie/ France/ Allemagne              |
| 2018  | Moi, Daniel Blake                         | I, Daniel Blake                           | Ken Loach                     | Royaume-Uni/ France                    |
| 2019  | L'Homme qui tua Don Quichotte             | The Man Who Killed Don Quixote            | Terry Gilliam                 | Espagne/ Portugal/ Royaume-Uni/ France |
| 2019  | La Mort de Staline                        | The Death of Stalin                       | Armando Iannucci              | Royaume-Uni/ France                    |
| 2019  | Nico, 1988                                | Nico, 1988                                | Susanna Nicchiarelli          | Italie                                 |
| 2019  | The Happy Prince                          | The Happy Prince                          | Rupert Everett                | Royaume-Uni/ Allemagne/ Italie         |

### Années 2020
| Année | Film                               | Titre original                     | Réalisateur(s)         | Pays de coproduction                               |
| ----- | ---------------------------------- | ---------------------------------- | ---------------------- | -------------------------------------------------- |
| 2020  | Sorry We Missed You                | Sorry We Missed You                | Ken Loach              | Royaume-Uni/ France                                |
| 2020  | Atlantique                         | Atlantique                         | Mati Diop              | Sénégal/ France                                    |
| 2020  | Les Frères Sisters                 | Les Frères Sisters                 | Jacques Audiard        | France/ États-Unis                                 |
| 2020  | Tel Aviv on Fire                   | Tel Aviv on Fire                   | Sameh Zoabi            | Israël/ Luxembourg/ France                         |
| 2022  | Titane                             | Titane                             | Julia Ducournau        | France                                             |
| 2022  | Adam                               | Adam                               | Maryam Touzani         | Maroc/ France                                      |
| 2022  | L'Homme qui a vendu sa peau        | The Man Who Sold His Skin          | Kaouther Ben Hania     | Tunisie/ France/ Allemagne/ Suède/ Turquie/ Chypre |
| 2022  | Onoda, 10 000 nuits dans la jungle | Onoda, 10 000 nuits dans la jungle | Arthur Harari          | France/ Japon/ Allemagne/ Italie/ Cambodge         |
| 2023  | La Nuit du 12                      | La Nuit du 12                      | Dominik Moll           | France                                             |
| 2023  | À l'ombre des filles               | À l'ombre des filles               | Étienne Comar          | France                                             |
| 2023  | Clara Sola                         | Clara Sola                         | Nathalie Álvarez Mesén | Suède/ Costa Rica/ Allemagne/ France/ États-Unis   |
| 2023  | Madeleine Collins                  | Madeleine Collins                  | Antoine Barraud        | France/ Suisse                                     |
| 2023  | Où est Anne Frank !                | Where is Anne Frank                | Ari Folman             | Luxembourg/ France/ Pays-Bas/ Israël               |

## Nominations multiples
Deux récompenses :
- Julia Ducournau : en 2018 pour Grave et en 2022 pour Titane.

Une récompense et trois nominations :
- Ken Loach : récompensé en 2020 pour Sorry We Missed You, et nommé en 2012 pour Route Irish, en 2013 pour La Part des anges et en 2018 pour Moi, Daniel Blake. À noter : le réalisateur avait déjà obtenu le Magritte de la meilleure coproduction en 2011 pour Looking for Eric.